# Przypadki Cezarego P.
Przypadki Cezarego P. – polski serial komediowy w reżyserii Macieja Ślesickiego z Cezarym Pazurą w roli głównej, emitowany od 8 marca do 29 maja 2015 na antenie TV Puls. Jest to pierwszy serial telewizyjny wyprodukowany przez TV Puls.
Zdjęcia do serialu realizowano od stycznia do marca 2015.

## Opis fabuły
Serial opisuje historię dawnej ikony polskiego kina – Cezarego P. (Cezary Pazura), który pragnie powrócić na szczyt, jednakże popada w wielkie kłopoty, a także traci cały majątek. Mężczyzna przeprowadza się z apartamentu do kamienicy na Pradze i rozpoczyna zupełnie nowe życie. Na miejscu poznaje piękną sąsiadkę, Agatę (Joanna Orleańska) i jej złośliwego synka, Tomka (Maciej i Mateusz Bożek). W drodze powrotu na szczyt pomagać mu będą Irena (Małgorzata Rożniatowska), szefowa agencji aktorskiej oraz agent Łukasz (Piotr Zelt).

## Obsada
| Aktor                   | Rola                      |
| ----------------------- | ------------------------- |
| Cezary Pazura           | Cezary P.                 |
| Joanna Orleańska        | Agata                     |
| Maciej i Mateusz Bożek  | Tomek, syn Agaty          |
| Małgorzata Rożniatowska | Irena                     |
| Piotr Zelt              | Łukasz                    |
| Marieta Żukowska        | Magda, była żona Cezarego |
| Kamila Kobic            | Kinga, córka Magdy        |

## Spis serii
| Seria | Seria | Sezon       | Odcinki   | Premiera serii | Finał serii  | Pora emisji                                                                   |
| ----- | ----- | ----------- | --------- | -------------- | ------------ | ----------------------------------------------------------------------------- |
|       | 1.    | wiosna 2015 | 1–13 (13) | 8 marca 2015   | 29 maja 2015 | niedziela 18.10 (odc. 1–4); piątek 16.45 (odc. 5–7); piątek 15.50 (odc. 8–13) |